# Pedro Sánchez (El Seibo)
Pedro Sánchez es un distrito municipal del municipio El Seibo, República Dominicana. Ubicado al norte de la ciudad de santa Cruz de El Seybo y al sur de la Ciudad de Miches, en la vertiente sur de la cordillera Oriental, y al sur del Municipio de Miches. Sus principales productos son el ganado vacuno, ganado porcino, avícola, y frutos menores como plátano y yuca. Su principal fuente hídrica es el río Seybo, que nace en las alturas de la cordillera Oriental.